# Nefroangiosclerosi benigna
La nefroangiosclerosi benigna (HN dall'inglese Hypertensive Nephropaty)  fa riferimento ad un'entità patologica caratterizzata da alterazioni del parenchima renale (sia glomerulari che tubulo-interstiziali) secondarie alla arteriosclerosi ialina delle piccole arterie renali.

## Epidemiologia
La nefroangiosclerosi benigna può essere inquadrata nel contesto dei processi degenerativi connessi alla fisiologica senescenza delle strutture vascolari. Un basso grado di nefroangiosclerosi è sovente descritto in corso di riscontro diagnostico in soggetti anziani deceduti per cause extra-renali. Occorre tuttavia specificare che lesioni più gravi ed estese sono presenti in soggetti in cui è possibile identificare una o più condizioni e fattori di rischio per malattia aterosclerotica. In questo senso, soggetti fumatori, obesi e/o diabetici possono sviluppare, nel corso della loro storia clinica, gravi quadri di nefroangiosclerosi. È più frequente nei soggetti di origine afro-americana.

## Patogenesi
La nefropatia ipertensiva si riferisce all'insufficienza renale che può essere attribuita a una storia di ipertensione È una condizione cronica ed è un serio fattore di rischio per lo sviluppo dell'insufficienza renale cronica . Tuttavia, nonostante la nota associazione tra ipertensione e malattia renale cronica, il meccanismo sottostante rimane poco chiaro. I due meccanismi proposti della fisiopatologia di HN sono entrambi incentrati su come il glomerulo, una rete di capillari densi che esegue il processo di filtrazione renale, è interessato; con una teoria che identifica l'ischemia glomerulare come il principale contributo di HN e l'altra che identifica l'ipertensione glomerulare e l'iperfiltrazione glomerulare al centro della patogenesi di HN.
La nefroangiosclerosi si caratterizza per l'ispessimento medio-intimale delle piccole arterie che irrorano le strutture renale. Tale fenomeno può essere in parte spiegato dai fenomeni degenerativi indotti dall'aterosclerosi, dalla senescenza vascolare e dall'ipertensione. In questo terreno si muovono complessi rimodellamenti tissutali che esitano verso la deposizione di matrice extracellulare e verso la proliferazione di cellule miofibroblastiche. Parallelamente, l'alterazione della struttura vascolare porta ad un aumento della permeabilità endoteliale con deposizione di sostanza proteica amorfa di origine plasmatica.
Il flusso sanguigno risultante è inadeguato produce atrofia tubulare, fibrosi interstiziale e alterazione glomerulare (glomeruli più piccoli con diversi gradi di ialinizzazione - da lieve a sclerosi dei glomeruli) e cicatrici attorno ai glomeruli (fibrosi periglomerulare). Nelle fasi avanzate, si verificherà insufficienza renale. I nefroni funzionali hanno tubuli dilatati, spesso con materiale ialino nell'apertura dei tubuli. Ulteriori complicazioni spesso associate alla nefropatia ipertensiva comprendono danni glomerulari con conseguente proteinuria ed ematuria.

## Anatomia patologica
Macroscopicamente, la nefroangiosclerosi benigna si caratterizza per la presenza di fine granulazione apprezzabile a livello della corticale renale. Tali granulazioni rappresentano focolai di reazione sclero-cicatriziale del parenchima renale in risposta al danno vascolare. L'osservazione microscopica consente di individuare arterie con marcato ispessimento medio-intimale e con pareti intensamente eosinofile (arteriolosclerosi ialina). A livello delle arterie di calibro maggiore, come le arterie arcuate, possono presentarsi focolai di reazione fibroelastica, fenomeno che correla con una maggiore gravità del quadro aterosclerotico-ipertensivo. Le alterazioni vascolari sono alla base dei fenomeni sclero-atrofici osservabili a livello tubulo-interstiziale; l'interessamento glomerulare viene invece ad essere testimoniato dalla deposizione di collagene a livello della capsula di Bowman. Nei casi più gravi ed avanzati si può avere la fibrosi periglomerulare o il collasso sclerotico dell'intero glomerulo.

## Profilo clinico
Come già discusso, la nefroangiosclerosi benigna si contestualizza all'interno dei fisiologici processi di senescenza vascolare; in questo senso, il corredo sintomatologico è più spesso riferibile ad un più esteso quadro di malattia aterosclerotica. Soggetti obesi, diabetici e/o ipertesi sono a rischio di sviluppare, con il tempo, un'insufficienza renale cronica. Nei casi più gravi, una fase accelerata (maligna) di ipertensione arteriosa può portare molto rapidamente allo sviluppo di insufficienza renale; tale entità patologica viene definita con la locuzione nefroangiosclerosi maligna.

## Profilo diagnostico
La nefroangiosclerosi benigna può essere sospettata in tutti i soggetti a rischio (soggetti diabetici, ipertesi, obesi soprattutto di origine afro-americana). Una lieve proteinuria e un modesto decremento della velocità di filtrazione glomerulare (clearance della creatinina) possono essere presenti, ma non sono rilievi specifici. Procedure strumentali non forniscono ulteriori informazioni.

## Terapia
La terapia si basa su norme igienico-dietetiche atte all'eliminazione dei fattori di rischio per l'aterosclerosi. Una dieta equilibrata e l'esercizio fisico moderato rappresentano i cardini fondamentali per la prevenzione dell'obesità, del diabete di tipo II e dell'ipertensione. Inoltre, l'eliminazione del fumo di sigaretta consente di ridurre ulteriormente il rischio ipertensivo-aterosclerotico. Farmaci anti-ipertensivi, come i sartani e gli ACE-inibitori (ma anche beta-bloccanti, calcio-antagonisti e diuretici), possono essere utilizzati per il controllo dell'ipertensione.